# Дети против волшебников (мультфильм)
«Дети против волшебников» — российский полнометражный пропагандистский компьютерный анимационный фильм 2016 года. Экранизация одноимённого романа, автором которой заявлен Никос Зервас, опубликованного в 2004 году. Сюжет картины повествует о приключениях двух подростков-суворовцев, направленных по заданию ФСБ в Шотландию для спасения российских детей-сирот от рук оккультистов. Во время выполнения задания кадеты вынуждены противостоять иностранному волшебству. Мультфильм вслед за книгой снят с резко критической «русской православной» позиции в отношении серии книг Джоан Роулинг о волшебнике Гарри Поттере, изображая волшебников из этих книг врагами русских и православия.
Финансированием мультфильма занимался «Благотворительный фонд помощи и взаимодействия имени преподобного Сергия Радонежского» при поддержке Министерства культуры РФ и Госфильмофонда. Премьерный показ мультфильма прошёл в Твери 22 июня 2016 года.
Лента получила крайне негативные оценки со стороны кинокритиков. Большинство обозревателей отмечали плохую компьютерную графику и агрессивную военную тематику. По мнению многих кинокритиков является одной из худших картин за всю историю российской мультипликации.

## Сюжет
Мультфильм начинается с фрагмента, где из ворот замка выезжает чёрный лимузин с единственным пассажиром. Затем начинается художественная часть с живыми актёрами, действие которой происходит в 2018 году. В военный лагерь суворовцев прилетает проверяющий, где встречает своего старого друга — начальника лагеря Громова. Проверяющий сообщает Громову, что маги и чародеи вновь дали о себе знать и ему снова требуется помощь его воспитанников. После ухода проверяющего Громов рассказывает курсантам историю о заговоре магистров.
События переносятся в 2004 год. К начальнику суворовского училища генералу Еропкину приезжает его друг, генерал ФСБ, руководитель отдела по борьбе с оккультизмом — Севастьян Куприянович Савенков. Тот сообщает Еропкину о расположенной в Шотландии «Высшей академии оккультных наук» (ВАОН). По его словам, маги готовят вторжение в Россию, а несколько российских детей-сирот используются колдунами для опытов по преодолению так называемой «русской защиты». С детьми удалось выйти на связь, однако они отказались возвращаться домой. Причины выяснить не удалось — колдуны рассекретили разведчика.

Кадр мульфильма

Вместо него Савенков отправляет в академию двух кадетов — Ивана Царицына и его друга Петра Тихогромова. Суворовцы отправляются на задание на военном самолёте в сопровождении подполковника Телегина. Из-за непогоды курсантам приходится десантироваться в районе Косово, где они находят секретный склад с разобранными мини-вертолетами. Телегин рассказывает курсантам о происхождении вертолетов. В 1999 году он и его бойцы спасли сербскую деревню от нападения бандитов. После сборки вертолётов Телегин предлагает отправиться к греческим старцам, чтобы получить благословение.
Во время беседы с курсантами Геронда замечает у Ивана гордыню и предлагает ему провести ночь в келье отшельника. Получив духовное наставление и деревянный крестик, суворовцы и Телегин улетают.
Прилетев на остров, где находится академия, суворовцы проникают внутрь на грузовике. Телегин остаётся в лесу ждать их возвращения. Оказавшись на складе, Иван пытается разыскать Петра, но тот оказывается в заставленном тяжёлыми контейнерами ящике со скорпионами. В поисках погрузчика Иван выходит на крышу, срывается и, разбив собой стеклянный витраж атриума, падает в фонтан дворца церемоний, где собрались все учащиеся для встречи гостей колдовской конференции.
Представившись алтайским шаманом, Иван просит зачислить его в студенты и разыгрывает «телепортацию» своего друга. В перерывах между лекциями ребята разыскивают пропавших детдомовцев. Гуляя по замку, Иван встречает ещё одну соотечественницу — девочку Асю, от которой узнаёт, что все остальные ребята стали «русскоговорящими», а она сама хотела бы сбежать отсюда и вернуться в Россию.
На одном из практических занятий по летанию на метле Надю просят публично отречься от своей страны. Надя отказывается это делать, Пётр вступается за неё и бьёт преподавателя метлой, за что обоих сажают в темницу, где они встречаются с Асей. Тем временем Иван узнаёт, что его друзья арестованы. Он приходит к Кошу и, взяв один из горшков, роняет его на пол. Оттуда вываливается хрустальное яйцо Фаберже. Угрожая его разбить, Иван приказывает Кошу провести его в темницу к арестованным ребятам, где встречается с Надей.
Иван, Надя и Кош отправляются на поиски Петра и Аси и сталкиваются с одним из детдомовцев — Аркадием (в книге — Георгий Мерлович). Тот хитростью пробуждает в Иване гордыню, и Кош обездвиживает кадета. Но Иван вспоминает о покаянии и оживает. Аркадий убегает. Иван, поняв, что Кош ничего о Петре не знает, отпускает его.
Получив сигнал бедствия от Ивана, Телегин спешит на помощь ребятам. Пробившись сквозь охрану, он захватывает оружие и находит Ивана и Надю. В это время гости в зале приёмов ждут появления некоего «Избранного», которым оказывается сбежавшая девочка Эля (в книге — Эльвира Турухтай). Колдуны пытаются принести в жертву Петра и Асю, но их спасает Иван, взорвав крышу атриума. Воспользовавшись паникой, ребята бегут из замка, но сразу же попадают в окружение. Иван читает молитву, и деревянный крестик в его руке начинает светиться, что помогает Телегину на вертолёте отыскать ребят. Попав в окружение эскадрилий НАТО, Телегин предлагает ребятам помолиться. Их спасают российские подлодки, посланные Савенковым и Еропкиным, и выжившие благополучно улетают домой.
Громов завершает свой рассказ. В конце фильма выясняется, что проверяющий не кто иной, как сам Иван Царицын, а начальник лагеря — Пётр Тихогромов.

## Создатели фильма

### Съёмочная группа
- Режиссёр — Николай Мазуров, руководитель студии «Мэдмун продакшн»
- Исполнительный продюсер — Сергей Безделов, руководитель фонда Сергия Радонежского
- Композиторы — Юлий Акулинин и протодиакон Михаил Спельник — заслуженный работник культуры Российской Федерации
- Оператор-постановщик — Дмитрий Горбачевский
- Режиссёр монтажа — Татьяна Рудницкая
- Административный директор — Елена Асанбекова
- Художники-аниматоры — Иван Шибанов, Альбина Кашалова, Мария Макарова, Екатерина Трофимова, Александра Негуляева и Александра Луйск

### В ролях
| Актёр                   | Роль              |
| ----------------------- | ----------------- |
| Евгений Кириков         | начальник лагеря  |
| Олег Лебедев-Бовольский | проверяющий       |
| Никита Ащеулов          | Лёша Пролетов     |
| Павел Радиенко          | Сергей Броневиков |
| Николай Калинин         | курсант           |

### Роли озвучивали
| Актёр                | Роль                                          |
| -------------------- | --------------------------------------------- |
| Владимир Котенко     | курсант Ваня Царицын (Шушурун)                |
| Дмитрий Умеров       | курсант Петя Тихогромов (Ашур-Теп Тихий Гром) |
| Виктор Овсянников    | генерал Тимофей Петрович Еропкин (Самоварыч)  |
| Валерия Мигалина     | внучка генерала Надя Еропкина (Надейда)       |
| Полина Тарасова      | великий магистр Эля (Избранный)               |
| Сергей Шастин        | старец Геронда                                |
| Эдуард Бриони        | отец Арсений                                  |
| Александр Кудринский | отец Иреней                                   |
| Руслан Аскеров       | Леонард                                       |
| Ольга Ефремова       | профессор Рамона аль-Рахамма                  |

### Поддержка
- Русская православная церковь[5]
- Министерство культуры РФ[5]
- Православный журнал «Фома»[5]
- Министерство обороны Российской Федерации[5]
- Суворовские училища[5]
- Фонд содействия ветеранам госбезопасности «КУОС-Вымпел» имени Героя Советского Союза Григория Бояринова[5]
- Православное деловое издательство «ORTOX Русиздат»[5]

## Литературная основа
В основе сюжета фильма «Дети против волшебников» лежит одноименная повесть 2004 года, написанная от имени вымышленного греческого писателя Никоса Зерваса. Автор произведения предпринял попытку создать альтернативу популярной в детской и подростковой среде серии романов о Гарри Поттере, написанных британской писательницей Джоан Роулинг. Произведение получило разноречивые отклики, в том числе в церковной среде (см. Дети против волшебников#Критика).

### Отличия от первоисточника
Первоисточник не был экранизирован полностью, а сюжет самого́ произведения подвергся существенной переработке. Сами разработчики утверждали, что всего лишь пытались уложиться в хронометраж. Однако ряд кинокритиков считает, что это было сделано не столько по техническим, сколько по этическим соображениям. Фильм отличается от оригинального материала рядом особенностей. В частности, из литературного сценария был убран главный антагонист произведения — волшебник Гарри Поттер (он же Великий Гарри).
Кроме того, в книге присутствуют ненормативная лексика, подробные описания зверств (натуралистичные сцены расчленения животных, убийства новорождённых детей и т. п.), а также немыслимая для детского произведения жестокость (например, Телегин ломает новобранцу позвоночник за то, что тот принёс ему мокрую пачку сигарет и т. п.). Подобные сцены не могли войти в экранизацию, так как разработчики ориентировались на аудиторию от 12 лет. По этой же причине сценаристы отказались от упоминания певицы Блядонны (аллюзии на популярную американскую певицу).
Ещё одним отличием от первоисточника является судьба одного из главных отрицательных персонажей картины — Леонарда (в книге Зерваса он упоминается как Лео Рябиновский, в фильме фамилия не называется). В конце фильма начальник лагеря Громов сообщает курсантам, что Леонард был убит колдунами за провал операции; при этом Рябиновский появляется в следующих книгах Зерваса.

## Производство

### История создания
Инициатором создания фильма выступил «Благотворительный фонд помощи и взаимодействия имени Преподобного Сергия Радонежского» — российская некоммерческая организация, основанная в 2003 году представителями православного духовенства. Председателем фонда является Сергей Александрович Безделов. По информации с официального сайта, основной задачей организации является поддержка детей-сирот, инвалидов и ветеранов войн. Фонд заявляет, что беспристрастен к национальности, гражданству и вероисповеданию, но в то же время тесно сотрудничает с проправительственными и религиозными деятелями России и стран СНГ.
По словам административного директора фильма Елены Асанбековой, идея создания патриотического мультфильма возникла у представителей Фонда ещё в 2009 году:
У моих знакомых дочь-первоклассница принесла домой книгу «Как стать волшебницей». С виду обыкновенная сказка, но, стоит раскрыть страницы, а там алгоритм абсолютно сатанистских ситуаций, который учит девочек шаг за шагом становиться ловкими, пронырливыми и добиваться так называемого «успеха» <…> Так родилась идея мультфильма, а вместе с ней понимание того, что поле боя — это наши собственные дети, и, если за них не бороться, подобные «волшебники» уведут их с правильного пути.
В процессе создании мультфильма разработчики проводили консультации с религиозными деятелями и ветеранами разведки, которые консультировали сценаристов. По словам Евгения Замулы, замысел анимационного фильма, его сценарий и воплощение благословил сам епископ Темниковский и Краснослободский Климент. Создатели сотрудничали с начальником Московского Суворовского училища и с Ассоциацией Суворовских училищ.
Производством самого мультфильма занималась московская студия MADMOON Production (Мэдмун продакшн) под руководством Николая Мазурова, ставшего режиссёром картины. До этого Мазуров снял всего три рекламных ролика, среди которых реклама ветеринарной конференции и магазина одежды. По признанию самих разработчиков, ранее студия не имела опыта выпуска полнометражных анимационных фильмов и потому лента «Дети против волшебников» стала для Мазурова пилотной.
Первые технические шаги к созданию мультфильма были сделаны в 2012 году, однако из-за хронического недофинансирования разработка фильма растянулась почти на семь лет. По словам Безделова, за время создания ленты сменилось три команды разработчиков, а окончательный вариант литературного сценария был утверждён лишь в январе 2014 года. По некоторым данным, одним из мультипликаторов картины был Алексей Михалко, также работавший над созданием детского мультсериала «Маша и медведь». На одном из интернет-ресурсов он активно защищал мультфильм, оправдываясь тем, что из-за нехватки средств его приходилось рисовать буквально «на коленке».
В финальных титрах автором сценария и режиссёром мультфильма «Дети против волшебников» указан Григорий Скоморовский, однако впоследствии выяснилось, что он имеет лишь косвенное отношение к производству картины. По его словам, он действительно какое-то время занимался адаптацией повести Зерваса:
Начиная с 2014 года я к этому проекту отношения не имею. В 2013 году я был режиссёром и сценаристом, соответственно и в Минкульт на получение финансирования, когда документы отправляли, то как режиссёр в этих бумагах был указан я. Но потом я ушёл. Продюсер длительное время пытался найти студию для создания анимации. А летом 2013-го пришёл Николай Мазуров, который мой сценарий отправил в мусорку и написал свой. С 2014 года уже он был режиссёром. Меня даже на совещания не вызывали, и это легко доказать, ведь после каждого из них составлялся протокол. В трейлере как режиссёр указан именно Мазуров.
Технические проблемы у разработчиков фильма возникли ещё до того, как Скоморовский отошёл от проекта:
Первые отрисовки я видел. Они были совершенно не такими как те, что попали в финал. Я настаивал на том, чтобы визуальный ряд выглядел достойно, чтобы графику сделали лучше. А ещё я стремился, чтобы мультфильм был не настолько пропагандистским.

### Финансирование
По словам разработчиков, мультфильм изначально планировался только как некоммерческий проект, не нацеленный на получение прибыли. Сбор средств на создание фильма осуществлялся с помощью краудфандинга — создатели картины искали поддержки в лице государственных и общественных организаций, которые разделяли бы идеи фильма.
На веб-сайте разработчиков фильма утверждается, что в разное время поддержку проекту оказывали: Русская православная церковь, издательский дом «Фома», суворовские военные училища, министерство обороны и министерство культуры Российской Федерации. Однако то, какую именно поддержку оказали эти организации создатели не уточняют. При этом на официальных сайтах самих ведомств никаких упоминаний о мультфильме нет.
В интервью веб-сайту «Русская планета» административный директор фильма, — Елена Асанбекова, — заявила, что представители РПЦ помогли написать письмо, адресованное министру культуры РФ Владимиру Мединскому с просьбой оказать поддержку их фильму. С аналогичным обращением выступила редакция православного журнала «Фома». Благодаря усилиям представителей духовенства в мае 2013 года проект «Дети против волшебников» обрёл официальный статус — разработчики получили удостоверение национального фильма (УНФ), выданное Министерством культуры РФ в соответствии с Федеральным законом «О государственной поддержке кинематографии Российской Федерации» № 126-ФЗ от 22 августа 1996 года.
В декабре того же года Фонд заключил с ведомством соглашение на получение государственной субсидии на выпуск фильма. По информации пресс-службы ведомства проекту была оказана разовая помощь в размере 15 млн рублей, а общий бюджет картины составил 48 млн. 190 тыс. рублей. Для сравнения, по данным «Кинопоиска», бюджет мультфильма «Алёша Попович и Тугарин Змей» составил 240 млн рублей, «Илья Муромец и Соловей-Разбойник» — 120 млн рублей. Несмотря на невысокую стоимость картины многие зрители отказывались верить в то, что даже эти деньги были потрачены на его разработку. В Сети распространялась информация о том, что бо́льшая часть средств пошла не на сам мультфильм, а на его раскрутку и продвижение.

### Технические особенности
Я, мы — творческая группа, творческий коллектив, — принципиально говорили, что никаких диснеевских стандартов. Принципиально.
В своём интервью Асанбекова заявила, что главной задачей команды было создание детского образовательного фильма с использованием «уникальной компьютерной анимации». По её словам, на предварительном показе мультфильма маленькие зрители были поражены «спецэффектами и хорошей графикой», высоко оценив «глубокий смысл» и «юмор» картины.
Судя по концепт-артам, выложенным на официальном сайте разработчиков, изначально планировалось выпустить двухмерный мультфильм. Однако впоследствии по неизвестным причинам разработчики от этой идеи отказались. В прокат вышла версия с трёхмерной компьютерной анимации с применением технологии цел-шейдинга.
Помимо компьютерной анимации визуальная концепция фильма имеет игровой фрагмент в виде художественного кино с живыми актёрами. Съёмки этой части картины проходили летом 2014 года на территории военно-спортивного клуба «Беркут» в городе Жуковский (Московская область). Роль Громова исполнил сам начальник клуба — Евгений Кириков, роль проверяющего — Олег Лебедев-Бовольский.

## Выход в прокат
Рекламный промо-ролик мультфильма был опубликован на официальном видеоканале разработчиков 29 декабря 2015 года. Предварительный показ был произведён 1 апреля 2016 года на экране домашнего кинотеатра для учащихся первого курса Московского суворовского военного училища, а спустя четыре дня сотрудники Фонда организовали закрытый показ для небольшой группы блогеров. 27 апреля мультфильм «Дети против волшебников» получил Прокатное удостоверение Министерства культуры РФ. В соответствии с российским законодательством, фильму был присвоен возрастной рейтинг 12+.
13 июня вышел прокатный трейлер мультфильма, который был показан на православном телеканале «Спас».
Несмотря на весь пакет разрешительной документации, по техническим критериям лента оказалась совершенно непригодной для большого проката. Крупные кинотеатры просто отказывались ставить мультфильм в свою сетку, ссылаясь на нехватку свободного времени. «Скажем так, современная философия проката нам не подошла», — заявил Безделов, отвечая на вопрос, готовился ли мультфильм к широкому прокату. Получив отказ, сотрудники Фонда решили организовать показы мультфильма собственными силами, разослав письма — губернаторам, региональным епархиям, профильным министерствам и ведомствам. Помощь в продвижении картины оказывали некоторые общественные организации, в частности «Российский союз ветеранов».
Премьерный показ мультфильма состоялся в Твери 22 июня 2016 года и был приурочен ко Дню памяти и скорби. Во время показа файл с фильмом оказался повреждённым и треть фильма отсутствовала. Остальная часть была записана в низком разрешении, в результате чего премьерный показ был отменён. Сразу же после премьеры повреждённый файл с мультфильмом попал в Интернет. В дальнейшем сотрудники Фонда ездили по российским городам с предпоказами, а спустя месяц фильм был впервые продемонстрирован в Сербии.
После показа фильма «Дети против волшебников» на телеканале «Спас» представители общественности создали петицию с просьбой организовать трансляцию мультфильма на всех федеральных телеканалах. По состоянию на апрель 2017 года её подписало более 50 тысяч человек. 6 сентября 2016 года полная версия мультфильма была размещена на официальном канале Фонда на YouTube.

## Критика
| Рейтинги    | Рейтинги |
| Издание     | Оценка |
| ----------- | --- |
| IMDb        | 1 из 10 звёзд · 1 из 10 звёзд · 1 из 10 звёзд · 1 из 10 звёзд · 1 из 10 звёзд · 1 из 10 звёзд · 1 из 10 звёзд · 1 из 10 звёзд · 1 из 10 звёзд · 1 из 10 звёзд |
| «КиноПоиск» | 1 из 10 звёзд · 1 из 10 звёзд · 1 из 10 звёзд · 1 из 10 звёзд · 1 из 10 звёзд · 1 из 10 звёзд · 1 из 10 звёзд · 1 из 10 звёзд · 1 из 10 звёзд · 1 из 10 звёзд |

Лента получила исключительно негативные отзывы кинокритиков и зрителей. Большинство обозревателей отмечали плохую компьютерную графику и агрессивную военную тематику. Фильм также критиковался за пропаганду. Положительно о картине высказались лишь некоторые представители православного духовенства, в частности, в поддержку мультфильма высказывался протоиерей Всеволод Чаплин, который, по собственному признанию, его даже не смотрел. Однако и среди верующих фильм вызвал крайне неоднозначную реакцию. «Христос создателям мультфильма не интересен», — пишет Евгений Пекло в журнале «Мир фантастики».

В остальном мультфильм получил рекордно низкие рейтинги, снискав славу худшего проекта за всю историю российской мультипликации. Некоторые критики называли его мультипликационным вариантом «Комнаты». На сайте «КиноПоиск» фильм имеет самую низкую зрительскую оценку — 1 балл из 10 возможных, — что ниже, чем у фильма «Взломать блогеров», считающегося одной из худших картин за всю историю российского кинематографа. При этом отмечалось, что министр культуры РФ Владимир Мединский сложившуюся ситуацию никак не прокомментировал. Алексей Алексеев в журнале «Сноб» отмечал: 
Это не двойка, это не кол, это такой уровень, по сравнению с которым «ниже плинтуса» означает недосягаемую высоту.
Критике была подвергнута техническая сторона фильма. Эксперты отмечали низкополигональные модели, отсутствие мимики и пластики, несоответствие между движением губ персонажей и их речью, а также неестественные движения персонажей, вызывавшие у зрителей эффект «зловещей долины». Так, например, критике был подвергнут фрагмент из прокатного трейлера, где ноги священника проходили прямо сквозь подол его рясы (в финальной версии фильма этот недочёт был исправлен). Проблемы возникли и в части картины с живыми актёрами — по неизвестной причине часть диалогов в ней была переозвучена, при этом сами сцены пересняты не были. В результате в самом начале фильме артикуляция живых актёров не соответствует тексту финальной озвучки. В интервью журналу «Православная беседа» Безделов оправдывал столь неудачную реализацию следующим образом:
Мы сознательно шли примерно на такой упрощённый визуальный ряд. Сознательно. Потому что закон анимации таков: хорошая графика — меньше слушаешь.
Художник-аниматор и преподаватель московского Театрального художественно-технического колледжа (ТХТК) Елена Гаврилко назвала фильм анимационным «выкидышем» российской мультипликации: «Мы на долгие годы отдали наших зрителей под воздействие чужой идеологии, и этот фильм — некая реакция на это». Технический специалист в сфере компьютерной графики Вадим Головин по просьбе журналистов оценил техническую часть мультфильма. По его словам, 50 миллионов рублей — вполне приемлемая сумма для такого проекта с учётом того, каким образом он реализован:
С одной стороны, тут выдержана определённая стилистика, но с другой всё выглядит, как технический скетч — зарисовка. Мультфильм из-за постоянных скачков, плохой анимации похож на дешёвую игру для дешёвой приставки. Персонажи первых планов по текстуре выглядят слишком однообразно, коробки и разные второстепенные объекты выглядят лучше.
За сюжет фильм подвергся критике со стороны общественности как в России, так и за её рубежом. Обозреватели обвиняли разработчиков картины в пропаганде милитаризма, спекуляциях на тему патриотизма и Великой Отечественной войны и даже ксенофобии. Негативно о мультфильме высказался журналист Андрей Почобут, в интервью белорусской газете «Наша Нива» он заявил:
Это воспитание Павликов Морозовых, нацеленное на то, чтобы они занимались доносительством в детском окружении. Посыл очень прост: среди нас, детей, есть враги, которые от нас не отличаются, но с ними надо бороться. Враг обрисован очень конкретно через набор ассоциаций — школа эта в Шотландии, англосаксонской стране, «нападают» на Россию тоже откуда-то с Запада. А российские спецслужбы уже в принципе и не скрывают, что эти мультики выпускаются под их кураторством. Необычный конгломерат — церковь и спецслужбы.
Задолго до выхода в прокат лента вызвала интерес пользователей Сети во многом благодаря сюжету и реализации. Сразу же после выхода картина стала объектом насмешек со стороны интернет-сообщества. Высмеивались штампы в мультфильме, а также качество и сюжет ленты. Владимир Титов отмечал: «Над мультиком, над его создателями, вдохновителями и продвигателями откровенно издеваются. Конечно, грешно смеяться над больными людьми, но это претенциозное убожество иного отношения и не заслуживает. Извините».
Разработчики, реагируя на критику их проекта, обвиняли оппонентов в русофобии и отсутствии патриотизма. В интервью веб-сайту «Русская планета» Безделов заявил, что зрители слишком критически подошли к их продукту, недооценив сложность подобной работы. В свою очередь, Елена Асабекова утверждала, что бо́льшая часть негативных отзывов исходила от интернет-пользователей из Украины. В ответ на эти обвинения блогер и обозреватель фильмов Евгений Баженов заявил:
Вашу анимацию одинаково воспринимает хоть украинец, хоть русский, хоть слепой. Но в одном вы правы — мультфильм действительно объединяет. Человек любой национальности и цвета кожи будет ненавидеть подобную халтуру и бездарщину.

## Продолжение
В конце 2015 года, когда разработка мультфильма уже подходила к концу, в Сети начался сбор подписей под обращением к российскому министру культуры с просьбой поддержать выпуск сиквела. Соответствующая петиция была опубликована на веб-сайте change.org, где её подписали более 10 тысяч пользователей. Никакого официального ответа на это обращение со стороны ведомства так и не последовало. Примечательно, что на момент создания петиции первая часть мультфильма ещё не вышла в свет.
После выхода в прокат первой части разработчики объявили о своём намерении выпустить серию короткометражных мультфильмов под рабочим названием «Геронда: Герои наших дней», которая бы представляла собой разбор историй всех героев фильма — как положительных, так и отрицательных. К этому моменту у них уже не оставалось средств на продолжение съёмок, а министерство культуры отказало проекту в поддержке. По состоянию на август 2019 года никакой информации о разработке второй части от разработчиков не поступало.

### Видео
- Рекламный промо-ролик мультфильма на YouTube
- Прокатный трейлер мультфильма на YouTube
- Полная версия фильма Дети против волшебников  на YouTube